# Pothamus (band)
Pothamus is een Belgische postrockformatie uit Mechelen. De driekoppige band werd gevormd in 2013. In 2015 won de band de Maanrockrally. Naar eigen zeggen spelen ze een mengeling van tribaleske postmetal en sludge.
Eind 2020 bracht de band na een crowdfunding haar eerste langspeelplaat 'Raya' uit via het Gentse label Consouling Sounds. In 2021, 2022 en 2023 belandde Pothamus telkens in de top 66 van De Zwaarste Lijst. Sindsdien werd de band ook al meerdere keren gedraaid op Radio 1 en Studio Brussel. De band speelde reeds op verscheidene grotere podia waaronder Botanique, De Vooruit en Trix, en was te zien op enkele grotere festivals waaronder Rock Herk, Eurosonic en Alcatraz Metal Festival.
In 2024 tekende de band bij het internationaal gerenommeerde platenlabel Pelagic Records.

## Discografie

### Studioalbums
- Raya (2020, Consouling Sounds)[8]
- Abur (2025, Pelagic Records)[9]

### Ep's
- I (2016, eigen beheer)[8]

## Hitlijsten

### De Zwaarste Lijst
| Nummer | '09* | '10* | '11* | '12* | '13 | '14 | '15 | '16 | '17 | '18 | '19 | '20 | '21 | '22 | '23 | '24 | '25 |
| ------ | ---- | ---- | ---- | ---- | --- | --- | --- | --- | --- | --- | --- | --- | --- | --- | --- | --- | --- |
| Orath  | -    | -    | -    | -    | -   | -   | -   | -   | -   | -   | -   | -   | -   | 28  | 58  | -   | 50  |
| Raya   | -    | -    | -    | -    | -   | -   | -   | -   | -   | -   | -   | -   | -   | 52  | -   | -   | -   |
| Viso   | -    | -    | -    | -    | -   | -   | -   | -   | -   | -   | -   | -   | 62  | -   | -   | -   | -   |